# Die Bullen von Iveco Magirus
Die Bullen von Iveco Magirus ist ein deutsches Truck-Racing-Team, das für die Team-Wertung der Truck-Racing-Europameisterschaft 2017 gegründet wurde.

## Team-Mitglieder
Das Team setzt sich aus den beiden IVECO-Rennfahrern Jochen Hahn (Team Hahn Racing) und Steffi Halm (Team Schwabentruck Racing) zusammen.

## Erfolge
| Jahr | Platzierung | Fahrer                                         | Trucks | Punkte |
| ---- | ----------- | ---------------------------------------------- | ------ | ------ |
| 2017 | 2           | Jochen Hahn, Gerd Körber                       | Iveco  | 558    |
| 2018 | 1           | Jochen Hahn, Steffi Halm                       | Iveco  | 613    |
| 2019 | 1           | Jochen Hahn, Steffi Halm                       | Iveco  | 318    |
| 2020 |             | keine Titelvergabe wegen der COVID-19-Pandemie |        |        |
| 2021 | 2           | Jochen Hahn, Steffi Halm                       | Iveco  | 323    |
| 2022 | 2           | Jochen Hahn, Steffi Halm                       | Iveco  | 485    |

## Geschichte
2017 erfolgte die Gründung des Truck-Racing-Teams Die Bullen von Iveco Magirus bestehend aus den beiden IVECO-Rennfahrern Jochen Hahn (Team Hahn Racing) und Gerd Körber (Team Schwabentruck Racing) für die Team-Wertung der Truck-Racing-Europameisterschaft. Der Name ist eine Reminiszenz an die frühere Nutzfahrzeugmarke Magirus-Deutz, deren Erzeugnisse als „Deutsche Bullen“ beworben wurden. Das Team beendete seine erste Saison als Vize-Europameister mit 518 Punkten und 50 Punkten Rückstand auf den Team-Europameister Buggyra Racing 1969, einem tschechischen Truck-Racing-Team bestehend aus den beiden Freightliner-Piloten Adam Lacko und David Vršecký (558 Punkte) und mit 13 Punkten Vorsprung vor dem drittplatzierten, ebenfalls deutschen Team Reinert Adventure auf MAN bestehend aus Sascha Lenz und Steffi Halm (505 Punkte).
2018 erfolgte beim Team Schwabentruck Racing der Fahrerwechsel von Gerd Körber zu Steffi Halm statt. Das neue Team nimmt weiter erfolgreich an der Teamwertung teil. Im gleichen Jahr gewannen Die Bullen von Iveco Magirus die Teamwertung mit 613 Punkten und damit 171 Punkten Vorsprung vor Team Reinert Adventure (442 Punkte) und 302 Punkte vor Buggyra Racing 1969 (311 Punkte).
2019 nimmt das Team weiter erfolgreich an der Teamwertung teil. Bereits beim vorletzten Lauf der Saison auf dem Circuit Bugatti in Le Mans ( Frankreich) am 27.–29. September 2019 sichern sich Die Bullen von Iveco Magirus den Tabellensieg in der Teamwertung mit 549 Punkten und damit 116 Punkten Vorsprung vor dem Tabellenzweiten Team Löwen Power (433 Punkte). Das Endergebnis steht jedoch erst nach dem Saisonfinale auf dem Circuito del Jarama in San Sebastián ( Spanien) am 5.–6. Oktober 2019 fest.